# Saint-Ondras
Saint-Ondras là một xã của tỉnh Isère, thuộc vùng Rhône-Alpes, đông nam nước Pháp.